# Sabanilla (Chiapas)
Sabanilla es una localidad del estado mexicano de Chiapas, cabecera del municipio homónimo.

## Toponimia
El nombre Sabanilla proviene de la expresión tzeltal que se traduce como "arroyo rápido".

## Geografía
La localidad está ubicada en la posición 17°16′56″N 92°33′6″O / 17.28222, -92.55167, a una altitud de 308 m s. n. m.
Según la clasificación climática de Köppen, el clima corresponde al tipo Am - tropical monzónico.

## Demografía
Cuenta con 3360 habitantes lo que representa un incremento promedio de 0.99% anual en el período 2010-2020 sobre la base de los 3052 habitantes registrados en el censo anterior. Ocupa una superficie de 0.6897 km², lo que determina al año 2020 una densidad de 4872 hab/km².
| Gráfica de evolución demográfica de Sabanilla entre 2000 y 2020   |
|                                                                   |
| Fuente: Instituto Nacional de Estadística Geografía e Informática |

En el año 2010 estaba clasificada como una localidad de grado alto de vulnerabilidad social.
La población de Sabanilla está mayoritariamente alfabetizada (11.13% de personas analfabetas al año 2020) con un grado de escolarización en torno de los 8 años. El 59.55% de la población es indígena.